# Stanisław Thugutt
Stanisław August Thugutt (Łęczyca, 30 de julio de 1873 - Estocolmo, 15 de junio de 1941) fue un activista y político agrario polaco durante el período de entreguerras en la Segunda República polaca.

## Biografía
Soldado de las Legiones Polacas en la Primera Guerra Mundial, fue fundador y líder de varios partidos campesinos, en particular el Partido Popular Polaco "Wyzwolenie".  Posteriormente fue Ministro del Interior (1918-1919) y vice primer ministro (1924-1925);  también tuvo una responsabilidad especial dentro del gabinete para los "asuntos de las minorías", pero no pudo mejorar las relaciones entre los ucranianos y los bielorrusos, y dimitió en mayo de 1925.  Después de la invasión de Polonia, Thugutt escapó a Suecia, donde murió en el exilio. 

## Nominación de Narutowicz
Thugutt fue en gran parte responsable del nombramiento de Gabriel Narutowicz, el primer presidente de Polonia.  Otros miembros del partido apoyaron a Stanisław Wojciechowski, que llegó a la presidencia tras el asesinato de Narutowicz en 1922, pero Thugutt apostó por Narutowicz como un "radical moderado" que no era ni socialista ni populista y cumplía con el requisito impuesto por Józef Piłsudski de no ser un candidato demasiado partidista. Piłsudski inicialmente alentó a Narutowicz a rechazar la nominación, pero finalmente aceptó y afirmó.

## Obras
- Krótki Przewodnik po Warszawie i okolicach (1914)
- Listy do młodego przyjaciela (1939, 2002)
- Wykłady o spółdzielczości (1945)
- Autobiografía (1984)
- Wyznania demokraty: publicystyka z lat 1917-1939 (ed. Jan Sałkowski) (1986)
- Stanisław Thugutt o demokracji i ustroju Polski (ed. Władysław Wic) (1998)